# Don Talbot
Donald „Don“ Malcolm Talbot AO OBE (* 23. August 1933 in West Wallsend, Newcastle, New South Wales; † 3. November 2020 in Gold Coast, Queensland) war ein australischer Schwimmtrainer.

## Karriere
Don Talbot war kurz nach dem Zweiten Weltkrieg ein junger Nachwuchsschwimmer in seinem Heimat-Bundesstaat New South Wales. Da ihm selber nicht der Durchbruch in der Erwachsenenklasse gelang, begann er schon früh als Trainer. Seine ersten Schützlinge, die es in die Weltklasse schafften, waren die in Lettland geborenen und dann nach Australien ausgewanderten John und Ilsa Konrads.
Talbot war 1960, 1964 und 1972 Trainer der australischen Olympiamannschaft. Von 1974 bis 1976 war Talbot Assistenztrainer der kanadischen Mannschaft und danach bis 1978 Cheftrainer. 1979 wechselte er in die Vereinigten Staaten, wo er als Nachfolger von Paul Bergen Trainer in Nashville wurde. 1984 und 1988 war er wieder Cheftrainer in Kanada. 1989 kehrte er nach Australien zurück und war bis 2001 Cheftrainer der australischen Schwimmer. In dieser Zeit kehrten die Australier wieder an die Weltspitze zurück. Nach den olympischen Schwimmwettbewerben 1956 waren die Australier bei den Weltmeisterschaften 2001 erstmals wieder auf dem ersten Platz im Medaillenspiegel. Nach 2001 stand Talbot als Berater dem kanadischen Verband und dem britischen Verband zur Verfügung, bis er als Ruheständler nach Australien zurückkehrte.

## Schützlinge
Zu den von Talbot trainierten Personen gehörten die olympischen Medaillengewinner:
- Olympische Spiele 1960: John Konrads einmal Gold und zweimal Bronze
- Olympische Spiele 1960: Ilsa Konrads einmal Silber
- Olympische Spiele 1960: Neville Hayes zweimal Silber
- Olympische Spiele 1964: Kevin Berry einmal Gold und einmal Bronze
- Olympische Spiele 1964: Robert Windle einmal Gold und einmal Bronze
- Olympische Spiele 1964: Allan Wood einmal Bronze
- Olympische Spiele 1968: Gregory Brough einmal Bronze
- Olympische Spiele 1972: Brad Cooper einmal Gold
- Olympische Spiele 1972: Graham Windeatt einmal Silber
- Olympische Spiele 1972: Beverly Whitfield einmal Gold und einmal Bronze
- Olympische Spiele 1972: Gail Neall einmal Gold
- Olympische Spiele 1976: Graham Smith einmal Silber
- Olympische Spiele 1976: Becky Smith zweimal Bronze

Die Zuordnung zu den von Talbot trainierten Personen folgt bis 1979 der Darstellung in der International Swimming Hall of Fame.
Bei den Olympischen Spielen 1984 gewannen Kanadas Schwimmer unter dem Nationaltrainer Talbot vier Goldmedaillen: Alex Baumann zweimal Gold, Victor Davis einmal Gold und Anne Ottenbrite einmal Gold.
Die herausragenden Sportler der australischen Mannschaft in den Jahren von 1989 bis 2001 waren:
- Olympische Spiele 1992: Kieren Perkins einmal Gold und einmal Silber (zuzüglich einmal Gold 1996)
- Olympische Spiele 1996: Susie O’Neill einmal Gold, einmal Silber, einmal Bronze (zusätzlich einmal Gold 2000)
- Olympische Spiele 1996: Petria Thomas einmal Silber
- Olympische Spiele 2000: Ian Thorpe dreimal Gold und zweimal Silber
- Olympische Spiele 2000: Grant Hackett zweimal Gold

Die Nennung dieser Sportler folgt der Darstellung in John Lohns Nachruf.

## Ehrungen
Don Talbot wurde 1979 in die International Swimming Hall of Fame (ISHOF) aufgenommen. 1981 wurde er Officer des Order of the British Empire. Seit 1990 ist er Mitglied der Sport Australia Hall of Fame. 2007 wurde er schließlich Officer des Order of Australia.